# Miquelot de Prats
Miquelot de Prats est un militaire catalan du XVIIe siècle probablement né à Prats de Lluçanès[réf. nécessaire].
Il a été l'un des chefs du corps des Miquelets, troupe de mercenaires créée en 1640 à l'occasion de la guerre des faucheurs, qui a vu la Catalogne se soulever contre la monarchie espagnole. Le surnom de ces troupes auxiliaires viendrait de son prénom.